# Municipio de Guthrie (condado de White)
El municipio de Guthrie (en inglés: Guthrie Township) es un municipio ubicado en el condado de White en el estado estadounidense de Arkansas. En el año 2010 tenía una población de 1045 habitantes y una densidad poblacional de 22,03 personas por km².

## Geografía
El municipio de Guthrie se encuentra ubicado en las coordenadas 35°23′22″N 91°40′22″O / 35.38944, -91.67278. Según la Oficina del Censo de los Estados Unidos, el municipio tiene una superficie total de 47.43 km², de la cual 47,43 km² corresponden a tierra firme y (0 %) 0 km² es agua.

## Demografía
Según el censo de 2010, había 1045 personas residiendo en el municipio de Guthrie. La densidad de población era de 22,03 hab./km². De los 1045 habitantes, el municipio de Guthrie estaba compuesto por el 95,12 % blancos, el 0,19 % eran afroamericanos, el 0,86 % eran amerindios, el 0,38 % eran asiáticos, el 1,63 % eran de otras razas y el 1,82 % eran de una mezcla de razas. Del total de la población el 3,73 % eran hispanos o latinos de cualquier raza.